# 同志 (LGBT)
同志是中文語境中對同性戀者的代稱之一，廣義上也可以指代LGBT（即女同性戀、男同性戀、雙性戀、跨性別）等性少數群體。「同志」一詞的這一用法於20世紀80年代末在香港興起，並逐漸流傳到了台灣和中國大陸等華語地區。時至今日，「同志」是這些地區的性少數人士用於自稱和互相指代的主流稱謂之一。相較於「同性戀」等稱謂，「同志」被認為是更為正向、性別中立和去性化的詞彙，因而獲得很多性少數人士的青睞。它也被用來彰顯LGBT群體內的團結、情誼和包容。

## 起源與使用
「同志」一詞指代同性戀的含義起源於同性戀者圈子內，香港影評人林邁克是第一個這樣使用該詞的人。他解釋稱，這一用法是以「同」字代表「同性戀」，並取「同志」一詞原有的「共同志向」之義。
這個稱謂的興起是緣於香港劇作家林奕華。1989年，林奕華在香港創辦了一個以同性戀為主題的影展，並將其中文名定為「香港同志影展」（電影節的英文名為，直譯為「香港女同性戀和男同性戀電影節」），取「革命尚未成功，同志仍須努力」的含義；1992年，他在參與台灣金馬國際影展時，又將譯為「新同志電影」。「同志」的用法因而在香港和台灣先後流行開來，並最終流傳到中國大陸。
中華民國教育部《重編國語辭典修訂本》中收錄了「同志」指代LGBT人群的詞義。台灣和香港的政府都曾在官方場合下使用「同志」指代LGBT人群。一些中國大陸的民間組織和機構也以「同志」冠名。英文傳媒在提及「同志」一詞時通常按漢語拼音將其轉寫為。

## 對原有含義的影響
在近現代用法中，「同志」原指「革命同志」，被革命黨黨員在互相稱呼時使用。在台灣，這一本來含義一直以來都只在政治場合使用，時至今日也常見政黨黨員以此互稱。而在中國大陸，自中國共產黨建政後，這個革命詞語一度成為全體國民使用的通用稱呼。「同志」作為同性戀稱謂的用法在20世紀90年代開始興起時，正值其原本用法在中國大陸漸趨衰落，「同志」逐漸成為了中共黨內較高級別黨員的專用稱呼，也被用作對黨和國家領導人的官方稱呼。隨著該詞的同性戀含義開始為人所知，很多人不再將「同志」用作日常生活中的通用稱謂，以避免由於歧義而引發誤解和尷尬。2010年，北京公交集團發布的司乘人員「文明用語規範」中，「同志」一詞僅在用於稱呼年長乘客時保留，不再對年輕乘客使用。中國大陸的年輕人對「同志」的新生用法相對而言更為熟悉，而部分年紀較長的人士則並不清楚該詞的這一含義。
2012年新修訂的《現代漢語詞典》第六版雖然收入了大量網路詞彙，「同志」的詞條卻沒有收錄該詞指代LGBT群體的含義。參與詞典修訂的語言學家江藍生稱，之所以沒有將該含義收入詞典，是因為編委會「不想提倡這些東西，不想聚焦這些東西」。這引發了中國大陸一些人權活動者的批評。香港科技大學社會學教授丁學良認為，詞典編委會的這一決定說明中國官方不願意為這個重要的黨內政治稱謂添加與同性戀有關的含義。
2016年，中國共產黨第十八屆中央委員會第六次全體會議通過了《關於新形勢下黨內政治生活的若干準則》，强调上下级平等、要求黨員之間一律互稱「同志」。一些同性戀者和評論人士對這一決定提出了質疑和嘲諷，認為隨著「同志」一詞本義的式微與新含義的流行，這樣的改變與時代背景格格不入。